# غوراب بس (مقاطعة فومن)
غوراب بس (بالفارسية: گوراب پس) هي قرية تقع في قسم غوراببس الريفي في إيران. يقدر عدد سكانها بـ 1,734 نسمة .